# Aaron Pico
Aaron Pico (Whittier, 23 de setembro de 1996) é um lutador norte-americano de artes marciais mistas (MMA) e ex-lutador de luta livre. Atualmente, ele compete na categoria peso-pena do Ultimate Fighting Championship (UFC). Ele iniciou sua carreira no Bellator MMA, onde fez suas primeiras 17 lutas.
Na luta livre, Pico competiu na categoria até 65 quilos, onde foi notavelmente um suplente olímpico em 2016, bem como campeão mundial Sub-17 em 2013.

## Biografia
Pico nasceu em 23 de setembro de 1996, em Whittier, Califórnia. Ele é um Californio de sétima geração e um membro da família Pico da Califórnia, sendo pentaneto de Pío Pico, o último governador da Califórnia sob o domínio mexicano e o 10º Governador da Alta Califórnia. Pico começou no wrestling aos quatro anos e competiu em vários outros esportes de combate. Aos dez anos, ele começou a praticar boxe e a competir em torneios de pancrácio.

## Carreira no wrestling

### Ensino médio
Durante seu primeiro ano do ensino médio, Pico concluiu uma temporada perfeita de 42–0 na St. John Bosco High School e venceu o campeonato estadual da California Interscholastic Federation (CIF) na categoria de 60 quilos. Depois disso, Pico competiria na luta livre, conquistando o título mundial Sub-17 na categoria de 63 quilos sobre o Japão na final. Ele fez sua estreia sênior na luta livre aos 18 anos, derrotando Alibeggadzhi Emeev em uma decisão unilateral em um dual meet contra a Rússia.
Considerado o lutador de wrestling de ensino médio mais bem ranqueado do país em 2014, ele assinou grandes contratos de patrocínio com a Dethrone Royalty, uma empresa de vestuário de estilo de vida de MMA, e um patrocínio de calçados de vários anos com a Nike, tornando-se um atleta profissional e, assim, inelegível para competir no wrestling universitário sob as regras da NCAA. Pico afirmou que pretendia se concentrar exclusivamente na luta livre para continuar uma carreira nas artes marciais mistas após uma campanha olímpica em 2016, abrindo mão de uma educação superior. Antes de sua estreia no MMA, Pico explicou:
"Eu sempre tive em mente que seria um lutador de MMA. Não vou perder meu tempo com quatro, cinco anos de faculdade para começar minha carreira no MMA. Eu disse que estaria no MMA, então quero tentar fazer parte desta equipe olímpica, ganhar um ouro e depois me tornar um lutador de MMA."

### Carreira pós-ensino médio

#### 2014
Em 2014, Pico conquistou o Campeonato Nacional Sub-20 dos EUA em abril, derrotando Zain Retherford da Penn State nas finais, e o derrotou mais duas vezes em junho pela vaga na Equipe Mundial Sub-20 dos EUA.
Em julho, Pico competiu no nível sênior, conquistando uma medalha de prata no Grand Prix da Espanha, perdendo apenas para o medalhista mundial da Itália, Frank Chamizo. Em agosto, ele competiu no Campeonato Mundial Sub-20, onde notavelmente derrotou Daichi Takatani do Japão na primeira rodada, e venceu mais quatro oponentes estrangeiros por superioridade técnica antes de enfrentar o eventual medalhista de ouro olímpico de 2016 do Irã, Hassan Yazdani, para quem perdeu por pontos.
Em outubro, Pico ficou em terceiro lugar no prestigioso Soslan Andiev International na Rússia. Em novembro, ele conquistou sua primeira medalha de ouro no nível sênior, vencendo o Grande Prêmio Henri Deglane, obtendo a maior vitória de sua carreira sobre o campeão mundial de 2013 da Armênia, David Safaryan, nas finais.

#### 2015
Para começar o ano, ele competiu no Golden Grand Prix Ivan Yarygin 2015 em janeiro, ficando em 21º lugar após uma derrota na primeira rodada para Akhmed Chakaev. Em fevereiro, ele conquistou o título do Cerro Pelado International, derrotando os campeões pan-americanos de Cuba Franklin Marén e Alejandro Valdés, bem como o duas vezes membro da equipe mundial dos EUA Reece Humphrey.
Em abril, Pico perdeu para o vencedor do Troféu Dan Hodge, Brent Metcalf, em um dual meet contra Iowa. Ele então voltou ao nível Sub-20 para conquistar o Campeonato Nacional dos EUA em maio e a vaga na Equipe Mundial dos EUA em junho, derrotando Zain Retherford três vezes no processo. Em agosto, Pico ficou em terceiro lugar no Campeonato Mundial Sub-20, trazendo uma medalha de bronze para os Estados Unidos.
De volta ao nível sênior, Pico ficou em quinto lugar na Copa Intercontinental, terceiro no Bill Farrell International e quarto no Campeonato Nacional dos EUA (classificando-se para as Seletivas Olímpicas dos EUA de 2016) antes do final do ano.

#### 2016
Para iniciar o ano, Pico subiu para 70 quilos para dois torneios, ficando em quinto lugar no Ukrainian International Open e em terceiro no Alexander Medved Prizes, acumulando vitórias notáveis sobre o tricampeão da NCAA DIII Nazar Kulchytskyy, o medalhista de ouro nos Jogos Asiáticos de 2010 da Mongólia Ganzorigiin Mandakhnaran e o medalhista continental europeu Sub-23 de 2015 da Bielorrússia Andrei Karpach.
Nas Seletivas Olímpicas dos EUA, Pico derrotou o campeão da NCAA de 2010 Jason Ness, o bicampeão da NCAA e finalista nacional dos EUA Jordan Oliver e o tricampeão nacional dos EUA Reece Humphrey para chegar às finais no formato melhor de três, onde enfrentaria o então campeão pan-americano e campeão da NCAA de 2012 Frank Molinaro, contra quem ele tinha um cartel de 2–1. Após derrotar Molinaro no primeiro confronto, Pico foi derrotado duas vezes em lutas de placar apertado, perdendo no formato melhor de três e se tornando o suplente. Esta foi a última luta de wrestling de Pico antes de sua transição para o MMA.

## Boxe e pancrácio
Além do wrestling, Pico também competiu no boxe e no pancrácio. Pico venceu o campeonato nacional da PAL em 2008 e foi campeão nacional do Junior Golden Gloves em 2009, ganhando o prêmio de 'boxeador mais notável' em ambos os torneios. No pancrácio, Pico também foi campeão nacional em 2008. Além disso, Pico foi para a Ucrânia em 2010 e venceu o campeonato europeu da Golden Cup de Pancrácio. Durante esse período, Pico também venceu os campeonatos estaduais da Califórnia em ambos os esportes.

## Carreira nas artes marciais mistas
Pico assinou um contrato de patrocínio com a Dethrone Royalty, uma empresa de vestuário de estilo de vida de MMA de propriedade de Nick Swinmurn, fundador da Zappos e sócio-proprietário do Golden State Warriors.[carece de fontes?]
Em abril de 2014, Aaron assinou um contrato de patrocínio de calçados de vários anos com a Nike.

### Bellator MMA
No início de novembro de 2014, Aaron assinou um contrato de longo prazo sem precedentes com a promotora de MMA Bellator MMA e sua empresa-mãe Viacom, como seu novo prospecto de elite. O presidente do Bellator MMA, Scott Coker, declarou: "Simplificando, Aaron tem todas as qualidades da próxima grande estrela do MMA, e tê-lo aqui no Bellator é algo especial. Como muitos de nós na comunidade do MMA, Aaron é alguém que temos observado de perto nos últimos anos e, depois de sentar com Bob Cook e sua equipe, ter a chance de conhecer Aaron e ouvir suas aspirações de longo prazo, o encaixe se tornou muito óbvio."

#### 2017
Pico fez sua estreia profissional no MMA no Bellator NYC em 24 de junho de 2017, no Madison Square Garden. Ele perdeu para Zach Freeman por finalização em apenas 24 segundos do primeiro round, em uma grande zebra.
Após sua derrota surpreendente para Freeman, Pico desceu para a categoria peso-pena e enfrentou Justin Linn no Bellator 183 em 23 de setembro de 2017. Ele venceu a luta por nocaute no primeiro round.

#### 2018
Pico enfrentou Shane Krutchen no Bellator 192 em 20 de janeiro de 2018. Ele venceu a luta por nocaute técnico no primeiro round com um soco brutal de esquerda no corpo de Krutchen.
Pico enfrentou Lee Morrison no Bellator 199 em 12 de maio de 2018. Ele venceu a luta por nocaute técnico no primeiro round.
Pico enfrentou Leandro Higo no Bellator 206 em 29 de setembro de 2018. Ele venceu a luta por nocaute técnico no primeiro round.

#### 2019
Pico enfrentou Henry Corrales no Bellator 214 em 26 de janeiro de 2019. Ele perdeu a luta por nocaute no primeiro round.
Pico enfrentou Ádám Borics no Bellator 222 em 14 de junho de 2019. Ele perdeu a luta por nocaute técnico no segundo round.

#### 2020
Pico enfrentou Daniel Carey no Bellator 238 em 25 de janeiro de 2020. Ele venceu a luta por nocaute no segundo round.
Pico enfrentou Chris Hatley Jr. no Bellator 242 em 24 de julho de 2020. Ele venceu a luta por finalização no primeiro round.
Pico enfrentou John de Jesus no Bellator 252 em 12 de novembro de 2020. Ele venceu por nocaute no segundo round.

#### 2021
Pico era esperado para enfrentar Aiden Lee em 16 de abril de 2021, no Bellator 257. No entanto, em 4 de abril, Pico teve que se retirar da luta por problemas médicos. A luta eventualmente ocorreu no Bellator 260 em 11 de junho de 2021. Ele venceu a luta por finalização no terceiro round.
Pico enfrentou Justin Gonzales em 12 de novembro de 2021, no Bellator 271. Ele venceu a luta de forma dominante por decisão unânime.

#### 2022
Como a primeira luta de seu novo contrato de múltiplas lutas, Pico estava agendado para enfrentar Jeremy Kennedy em 15 de abril de 2022, no Bellator 277. No entanto, Kennedy se retirou 8 dias antes do evento e Adli Edwards o substituiu. Ele venceu a luta por nocaute técnico no terceiro round.
A luta contra Jeremy Kennedy foi remarcada para 1 de outubro de 2022, no Bellator 286. Após machucar o ombro no meio do primeiro round, a luta foi interrompida pelo médico após o primeiro round. Foi revelado mais tarde que Pico não sofreu uma fratura, apenas um deslocamento.

#### 2023
Pico estava agendado para retornar de lesão contra Otto Rodrigues em 22 de abril de 2023, no Bellator 295. No entanto, Rodrigues teve que se retirar com uma lesão no início de abril e foi substituído por James Gonzalez. Ele venceu a luta por decisão unânime.
Pico enfrentou Pedro Carvalho em 23 de setembro de 2023, no Bellator 299. Ele venceu a luta por nocaute técnico com ground and pound no primeiro round.

#### 2024
Pico estava agendado para enfrentar Gabriel Alves Braga em 24 de fevereiro de 2024, no PFL vs. Bellator. Braga foi retirado da luta e escalado contra Patrício Pitbull no mesmo card, enquanto Pico foi agendado em uma revanche contra Henry Corrales. Pico venceu a luta por nocaute técnico no primeiro round.
Em 31 de dezembro de 2024, o agente de Pico anunciou que seu contrato e o período de equiparação expirariam em janeiro, tornando-o um agente livre.

### Ultimate Fighting Championship

#### 2025
Em 8 de abril de 2025, foi relatado que Pico havia assinado com o UFC.
Foi relatado que Pico faria sua estreia no UFC contra o desafiante invicto Movsar Evloev em 17 de maio de 2025, no UFC Fight Night: Burns vs. Morales. No entanto, em uma entrevista, Pico revelou que, embora estivesse perto de ser assinado, o confronto não se concretizou. A luta foi remarcada para ocorrer em 26 de julho de 2025, no UFC on ABC: Whittaker vs. de Ridder. No entanto, a menos de duas semanas do evento, Evloev teve que se retirar devido a uma lesão.
Pico fez sua estreia contra o desafiante invicto Lerone Murphy em 16 de agosto de 2025, no co-evento principal do UFC 319. Ele perdeu a luta por nocaute via cotovelada giratória no primeiro round.

## Vida pessoal
Aaron Pico é um Californio de sétima geração. Pico é um descendente direto de Pío Pico, que foi o último governador mexicano da Califórnia sob a Província do México.
Pico e sua esposa Kylie têm um filho nascido em 2021.

## Campeonatos e realizações
- Luta livre
  - Seletivas Olímpicas dos EUA de 2016 – Luta Livre Sênior Masculino 65 kg – 2º lugar
  - Alexander Medved International de 2016 – Luta Livre Sênior Masculino 65 kg – Medalha de Bronze
  - Cerro Pelado International de 2015 – Luta Livre Sênior Masculino 65 kg – Campeão – Havana, Cuba[87]
  - Henri Deglane Challenge de 2014 – Luta Livre Sênior Masculino 65 kg – Campeão – Nice, França[88]
  - Soslan Andiyev International de 2014 – Luta Livre Sênior Masculino 70 kg – Medalha de Bronze – Ossétia do Norte-Alânia, Rússia[89]
  - Grande Prêmio da Espanha de 2014 – Luta Livre Sênior Masculino 65 kg – Medalha de Prata – Madrid, Espanha[90]

- Boxe
  - Campeão do Desert Showdown de 2008 – Indio, Califórnia
  - Campeão Estadual da Califórnia da PAL de 2008 – Oxnard, Califórnia
  - Campeão Nacional da PAL de 2008 – Prêmio de Boxeador Destaque do Torneio – Oxnard, Califórnia
  - Campeão do Desert Showdown de 2009 – Indio, Califórnia
  - Campeão do National Junior Golden Gloves de 2009 – Prêmio de Boxeador Destaque do Torneio – Mesquite, Nevada

- Pancrácio
  - 2008 – Campeão do Campeonato Estadual de Pancrácio da Califórnia – Santa Ana, Califórnia
  - 2008 – Campeão do Campeonato Nacional de Pancrácio – Santa Ana, Califórnia[91]
  - 2009 – Campeão do Campeonato Estadual de Pancrácio da Califórnia – Santa Ana, Califórnia[92]
  - 2010 – Campeão da Golden Cup Europeia de Pancrácio – Kharkiv, Ucrânia[93]

## Cartel no MMA
| Cartel no MMA   |             |            |
| 18 lutas        | 13 vitórias | 5 derrotas |
| Por nocaute     | 9           | 4          |
| Por finalização | 2           | 1          |
| Por decisão     | 2           | 0          |

| Res.    | Cartel | Oponente        | Método                                     | Evento                              | Data       | Round | Tempo | Local                    | Notas                        |
| ------- | ------ | --------------- | ------------------------------------------ | ----------------------------------- | ---------- | ----- | ----- | ------------------------ | ---------------------------- |
| Derrota | 13–5   | Lerone Murphy   | Nocaute (cotovelada giratória)             | UFC 319: du Plessis vs. Chimaev     | 16/08/2025 | 1     | 3:21  | Chicago, Illinois        |                              |
| Vitória | 13–4   | Henry Corrales  | Nocaute Técnico (socos)                    | PFL vs. Bellator: Champs            | 24/02/2024 | 1     | 4:53  | Riyadh                   | Luta no peso-leve.           |
| Vitória | 12–4   | Pedro Carvalho  | Nocaute Técnico (socos)                    | Bellator 299: Eblen vs. Edwards     | 23/09/2023 | 1     | 3:05  | Dublin                   |                              |
| Vitória | 11–4   | James Gonzalez  | Decisão (unânime)                          | Bellator 295: Stots vs. Mix         | 22/04/2023 | 3     | 5:00  | Honolulu, Havaí          |                              |
| Derrota | 10–4   | Jeremy Kennedy  | Nocaute Técnico (lesão no ombro)           | Bellator 286: Pitbull vs. Borics    | 01/10/2022 | 1     | 5:00  | Long Beach, Califórnia   |                              |
| Vitória | 10–3   | Adli Edwards    | Nocaute Técnico (socos)                    | Bellator 277: McKee vs. Pitbull 2   | 15/04/2022 | 3     | 0:55  | San Jose, Califórnia     | Luta em peso casado (68 kg). |
| Vitória | 9–3    | Justin Gonzales | Decisão (unânime)                          | Bellator 271: Cyborg vs. Kavanagh   | 12/11/2021 | 3     | 5:00  | Hollywood, Flórida       |                              |
| Vitória | 8–3    | Aiden Lee       | Finalização (estrangulamento anaconda)     | Bellator 260: Lima vs. Amosov       | 11/06/2021 | 3     | 1:33  | Uncasville, Connecticut  |                              |
| Vitória | 7–3    | John de Jesus   | Nocaute (soco)                             | Bellator 252: Pitbull vs. Carvalho  | 12/11/2020 | 2     | 4:12  | Uncasville, Connecticut  |                              |
| Vitória | 6–3    | Chris Hatley    | Finalização (mata-leão)                    | Bellator 242: Bandejas vs. Pettis   | 24/07/2020 | 1     | 2:10  | Uncasville, Connecticut  |                              |
| Vitória | 5–3    | Daniel Carey    | Nocaute (soco)                             | Bellator 238: Budd vs. Cyborg       | 25/01/2020 | 2     | 0:15  | Inglewood, Califórnia    |                              |
| Derrota | 4–3    | Ádám Borics     | Nocaute Técnico (joelhada voadora e socos) | Bellator 222: MacDonald vs. Gracie  | 14/06/2019 | 2     | 3:55  | Nova Iorque, Nova Iorque |                              |
| Derrota | 4–2    | Henry Corrales  | Nocaute (socos)                            | Bellator 214: Fedor vs. Bader       | 26/01/2019 | 1     | 1:07  | Inglewood, Califórnia    |                              |
| Vitória | 4–1    | Leandro Higo    | Nocaute Técnico (socos)                    | Bellator 206: Mousasi vs. MacDonald | 29/09/2018 | 1     | 3:19  | San Jose, Califórnia     |                              |
| Vitória | 3–1    | Lee Morrison    | Nocaute Técnico (socos)                    | Bellator 199: Bader vs. King Mo     | 12/05/2018 | 1     | 1:10  | San Jose, Califórnia     |                              |
| Vitória | 2–1    | Shane Kruchten  | Nocaute (soco no corpo)                    | Bellator 192: Rampage vs. Sonnen    | 20/01/2018 | 1     | 0:37  | Inglewood, Califórnia    |                              |
| Vitória | 1–1    | Justin Linn     | Nocaute (soco)                             | Bellator 183: Henderson vs. Pitbull | 24/09/2017 | 1     | 3:45  | San Jose, Califórnia     | Estreia no peso-pena.        |
| Derrota | 0–1    | Zach Freeman    | Finalização (guilhotina)                   | Bellator NYC: Sonnen vs. Silva      | 24/06/2017 | 1     | 0:24  | Nova Iorque, Nova Iorque | Estreia no peso-leve.        |

## Cartel na luta livre olímpica
| Resultado                                                                            | Cartel                                       | Oponente                                     | Pontuação                                    | Data                                         | Evento                                                      | Local                                        |
| Seletivas Olímpicas dos EUA de 2016 em 65 kg                                         | Seletivas Olímpicas dos EUA de 2016 em 65 kg | Seletivas Olímpicas dos EUA de 2016 em 65 kg | Seletivas Olímpicas dos EUA de 2016 em 65 kg | Seletivas Olímpicas dos EUA de 2016 em 65 kg | Seletivas Olímpicas dos EUA de 2016 em 65 kg                | Seletivas Olímpicas dos EUA de 2016 em 65 kg |
| ------------------------------------------------------------------------------------ | -------------------------------------------- | -------------------------------------------- | -------------------------------------------- | -------------------------------------------- | ----------------------------------------------------------- | -------------------------------------------- |
| Derrota                                                                              | 40–14                                        | Frank Molinaro                               | 4–4                                          | 09-10/04/2016                                | Seletivas Olímpicas dos EUA de 2016                         | Iowa City, Iowa                              |
| Derrota                                                                              | 40–13                                        | Frank Molinaro                               | 3–4                                          | 09-10/04/2016                                | Seletivas Olímpicas dos EUA de 2016                         | Iowa City, Iowa                              |
| Vitória                                                                              | 40–12                                        | Frank Molinaro                               | 4–2                                          | 09-10/04/2016                                | Seletivas Olímpicas dos EUA de 2016                         | Iowa City, Iowa                              |
| Vitória                                                                              | 39–12                                        | Reece Humphrey                               | Superioridade Técnica 12–1                   | 09-10/04/2016                                | Seletivas Olímpicas dos EUA de 2016                         | Iowa City, Iowa                              |
| Vitória                                                                              | 38–12                                        | Jordan Oliver                                | 11–9                                         | 09-10/04/2016                                | Seletivas Olímpicas dos EUA de 2016                         | Iowa City, Iowa                              |
| Vitória                                                                              | 37–12                                        | Jayson Ness                                  | Superioridade Técnica 20–9                   | 09-10/04/2016                                | Seletivas Olímpicas dos EUA de 2016                         | Iowa City, Iowa                              |
| Alexander Medved Prizes de 2016 em 70 kg                                             |                                              |                                              |                                              |                                              |                                                             |                                              |
| Vitória                                                                              | 36–12                                        | Davit Tlashadze                              | 10–5                                         | 18-19/02/2016                                | Alexander Medved Prizes Ranking Series de 2016              | Minsk                                        |
| Derrota                                                                              | 35–12                                        | Zurabi Iakobishvili                          | 3–5                                          | 18-19/02/2016                                | Alexander Medved Prizes Ranking Series de 2016              | Minsk                                        |
| Vitória                                                                              | 35–11                                        | Andrei Karpach                               | Superioridade Técnica 12–0                   | 18-19/02/2016                                | Alexander Medved Prizes Ranking Series de 2016              | Minsk                                        |
| Vitória                                                                              | 34–11                                        | Ganzorigiin Mandakhnaran                     | Superioridade Técnica 11–0                   | 18-19/02/2016                                | Alexander Medved Prizes Ranking Series de 2016              | Minsk                                        |
| Vitória                                                                              | 33–11                                        | Kanat Musabekov                              | Superioridade Técnica 14–4                   | 18-19/02/2016                                | Alexander Medved Prizes Ranking Series de 2016              | Minsk                                        |
| Memorial de 2016 aos Notáveis Lutadores e Treinadores Ucranianos – 5º lugar em 70 kg |                                              |                                              |                                              |                                              |                                                             |                                              |
| Derrota                                                                              | 32–11                                        | Valter Margaryan                             |                                              | 13-14/02/2016                                | XX Memorial aos Notáveis Lutadores e Treinadores Ucranianos | Kiev                                         |
| Derrota                                                                              | 32–10                                        | Saeed Dadashpour                             | 3–7                                          | 13-14/02/2016                                | XX Memorial aos Notáveis Lutadores e Treinadores Ucranianos | Kiev                                         |
| Vitória                                                                              | 32–9                                         | Nazar Kulchytskyy                            | 6–2                                          | 13-14/02/2016                                | XX Memorial aos Notáveis Lutadores e Treinadores Ucranianos | Kiev                                         |
| Campeonato Nacional dos EUA de 2015 – 4º lugar em 65 kg                              |                                              |                                              |                                              |                                              |                                                             |                                              |
| Derrota                                                                              | 31–9                                         | Reece Humphrey                               | Superioridade Técnica 0–10                   | 17-19/12/2015                                | Campeonato Nacional Sênior dos EUA de 2015                  | Las Vegas, Nevada                            |
| Vitória                                                                              | 31–8                                         | Frank Molinaro                               | 14–5                                         | 17-19/12/2015                                | Campeonato Nacional Sênior dos EUA de 2015                  | Las Vegas, Nevada                            |
| Derrota                                                                              | 30–8                                         | Logan Stieber                                | 5–13                                         | 17-19/12/2015                                | Campeonato Nacional Sênior dos EUA de 2015                  | Las Vegas, Nevada                            |
| Vitória                                                                              | 30–7                                         | Kellen Russell                               | 10–3                                         | 17-19/12/2015                                | Campeonato Nacional Sênior dos EUA de 2015                  | Las Vegas, Nevada                            |
| Vitória                                                                              | 29–7                                         | Justin Feldman                               | Superioridade Técnica 10–0                   | 17-19/12/2015                                | Campeonato Nacional Sênior dos EUA de 2015                  | Las Vegas, Nevada                            |
| Vitória                                                                              | 28–7                                         | Nick Dardanes                                | 6–0                                          | 17-19/12/2015                                | Campeonato Nacional Sênior dos EUA de 2015                  | Las Vegas, Nevada                            |
| Bill Farrell Open de 2015 em 65 kg                                                   |                                              |                                              |                                              |                                              |                                                             |                                              |
| Vitória                                                                              | 27–7                                         | Frank Molinaro                               | 7–4                                          | 05-07/11/2015                                | Bill Farrell International Open de 2015                     | Nova Iorque, Nova Iorque                     |
| Vitória                                                                              | 26–7                                         | Jason Chamberlain                            | 11–4                                         | 05-07/11/2015                                | Bill Farrell International Open de 2015                     | Nova Iorque, Nova Iorque                     |
| Vitória                                                                              | 25–7                                         | Nazar Kulchytskyy                            | 8–2                                          | 05-07/11/2015                                | Bill Farrell International Open de 2015                     | Nova Iorque, Nova Iorque                     |
| Vitória                                                                              | 24–7                                         | Kendric Maple                                | Superioridade Técnica 11–0                   | 05-07/11/2015                                | Bill Farrell International Open de 2015                     | Nova Iorque, Nova Iorque                     |
| Derrota                                                                              | 23–7                                         | Frank Molinaro                               | 2–4                                          | 05-07/11/2015                                | Bill Farrell International Open de 2015                     | Nova Iorque, Nova Iorque                     |
| Vitória                                                                              | 23–6                                         | Filip Stefanov                               | Superioridade Técnica 10–0                   | 05-07/11/2015                                | Bill Farrell International Open de 2015                     | Nova Iorque, Nova Iorque                     |
| Vitória                                                                              | 22–6                                         | Mario Mason                                  | Superioridade Técnica 10–0                   | 05-07/11/2015                                | Bill Farrell International Open de 2015                     | Nova Iorque, Nova Iorque                     |
| Copa Intercontinental de 2015 – 5º lugar em 70 kg                                    |                                              |                                              |                                              |                                              |                                                             |                                              |
| Derrota                                                                              | 21–6                                         | Azamat Omurzhanov                            | 4–4                                          | 16-18/10/2015                                | Copa Intercontinental de 2015                               | Khasavyurt                                   |
| Derrota                                                                              | 21–5                                         | Amir Berukov                                 | 8–12                                         | 16-18/10/2015                                | Copa Intercontinental de 2015                               | Khasavyurt                                   |
| Vitória                                                                              | 21–4                                         | Abutalim Gamzaev                             | 13–9                                         | 16-18/10/2015                                | Copa Intercontinental de 2015                               | Khasavyurt                                   |
| Vitória                                                                              | 20–4                                         | Magomed Khizriev                             | 11–9                                         | 16-18/10/2015                                | Copa Intercontinental de 2015                               | Khasavyurt                                   |
| Vitória                                                                              | 19–4                                         | Arsen Gusbanov                               | Superioridade Técnica 11–0                   | 16-18/10/2015                                | Copa Intercontinental de 2015                               | Khasavyurt                                   |
| Derrota                                                                              | 18–4                                         | Brent Metcalf                                | 3–5                                          | 06/04/2015                                   | Agon V de 2015                                              | Cedar Rapids, Iowa                           |
| Granma y Cerro Pelado International de 2015 em 65 kg                                 |                                              |                                              |                                              |                                              |                                                             |                                              |
| Vitória                                                                              | 18–3                                         | Reece Humphrey                               | 6–0                                          | 11-15/02/2015                                | Granma y Cerro Pelado International de 2015                 | Havana                                       |
| Vitória                                                                              | 17–3                                         | Alejandro Valdés                             | 5–2                                          | 11-15/02/2015                                | Granma y Cerro Pelado International de 2015                 | Havana                                       |
| Vitória                                                                              | 16–3                                         | Franklin Maren                               | 1–1                                          | 11-15/02/2015                                | Granma y Cerro Pelado International de 2015                 | Havana                                       |
| Vitória                                                                              | 15–3                                         | Matheus Frota                                | Superioridade Técnica 10–0                   | 11-15/02/2015                                | Granma y Cerro Pelado International de 2015                 | Havana                                       |
| Ivan Yarygin Golden Grand Prix de 2015 – 21º lugar em 65 kg                          |                                              |                                              |                                              |                                              |                                                             |                                              |
| Derrota                                                                              | 14–3                                         | Akhmed Chakaev                               | 3–6                                          | 22-26/01/2015                                | Golden Grand Prix Ivan Yarygin 2015                         | Krasnoyarsk                                  |
| Grande Prêmio Henri Deglane de 2014 em 65 kg                                         |                                              |                                              |                                              |                                              |                                                             |                                              |
| Vitória                                                                              | 14–2                                         | Devid Safaryan                               | 7–5                                          | 28-29/11/2014                                | Henri Deglane Challenge de 2014                             | Nice                                         |
| Vitória                                                                              | 13–2                                         | Davit Berdznishvili                          | 10–5                                         | 28-29/11/2014                                | Henri Deglane Challenge de 2014                             | Nice                                         |
| Vitória                                                                              | 11–2                                         | Maxime Fiquet                                | Superioridade Técnica 12–0                   | 28-29/11/2014                                | Henri Deglane Challenge de 2014                             | Nice                                         |
| Vitória                                                                              | 10–2                                         | Ruslan Mukhtarov                             | Superioridade Técnica 14–4                   | 28-29/11/2014                                | Henri Deglane Challenge de 2014                             | Nice                                         |
| Vitória                                                                              | 9–2                                          | Bruno Lawson                                 | Superioridade Técnica 11–0                   | 28-29/11/2014                                | Henri Deglane Challenge de 2014                             | Nice                                         |
| Soslan Andiev International de 2014 em 70 kg                                         |                                              |                                              |                                              |                                              |                                                             |                                              |
| Vitória                                                                              | 8–2                                          | Oponente Russo                               | Superioridade Técnica                        | 24/10/2014                                   | Soslan Andiev International de 2014                         | Vladikavkaz                                  |
| Vitória                                                                              | 7–2                                          | Oponente Russo                               | Superioridade Técnica                        | 24/10/2014                                   | Soslan Andiev International de 2014                         | Vladikavkaz                                  |
| Vitória                                                                              | 6–2                                          | Oponente Russo                               | Superioridade Técnica                        | 24/10/2014                                   | Soslan Andiev International de 2014                         | Vladikavkaz                                  |
| Derrota                                                                              | 5–2                                          | Magomed Khizriev                             |                                              | 24/10/2014                                   | Soslan Andiev International de 2014                         | Vladikavkaz                                  |
| Vitória                                                                              | 5–1                                          | Oponente Russo                               | Superioridade Técnica                        | 24/10/2014                                   | Soslan Andiev International de 2014                         | Vladikavkaz                                  |
| Grande Prêmio da Espanha de 2014 em 65 kg                                            |                                              |                                              |                                              |                                              |                                                             |                                              |
| Derrota                                                                              | 4–1                                          | Frank Chamizo                                | 2–4                                          | 05/07/2014                                   | Grande Prêmio da Espanha de 2014                            | Madrid                                       |
| Vitória                                                                              | 4–0                                          | Lee Seung-bong                               | Superioridade Técnica 10–0                   | 05/07/2014                                   | Grande Prêmio da Espanha de 2014                            | Madrid                                       |
| Vitória                                                                              | 3–0                                          | Abdollahpour Gholamreza                      | 9–1                                          | 05/07/2014                                   | Grande Prêmio da Espanha de 2014                            | Madrid                                       |
| Vitória                                                                              | 2–0                                          | Rodrigue Lawson Massamba                     | Superioridade Técnica 11–0                   | 05/07/2014                                   | Grande Prêmio da Espanha de 2014                            | Madrid                                       |
| Vitória                                                                              | 1–0                                          | Alibeggadzhi Emeev                           | 8–0                                          | 16/11/2013                                   | USA vs. Russia Dual Meet I de 2013                          | Clifton Park, Nova Iorque                    |